# アンソニー・スミス (格闘家)
アンソニー・スミス（Anthony Smith、1988年7月26日 - ）は、アメリカ合衆国の男性総合格闘家。テキサス州コーパスクリスティ出身。ミック・ドイルズ・キックボクシング・アカデミー/ファクトリーX所属。元CFFCミドル級王者。

## 来歴
父親はおらず、母親と祖父によって育てられた。高校を中退し、その後は道路舗装業の仕事をしながら格闘技のトレーニングを始めた。なお、道路舗装業の仕事は2016年まで続けていた。
2008年に19歳でプロデビューし、アメリカ合衆国中西部のローカル団体を主戦場に試合を行った。

### Strikeforce
2012年8月18日、Strikeforce: Rousey vs. Kaufmanでルムンバ・セイヤーズと対戦し、1Rに三角絞めで一本勝ち。
2013年1月12日、Strikeforceの最終興行となったStrikeforce: Marquardt vs. Saffiedineでホジャー・グレイシーと対戦し、2Rに肩固めで一本負け。
その後StrikeforceとUFCの統合に伴い、UFCへ移籍した。

### UFC
2013年6月8日、UFC on Fuel TV 10でアントニオ・ブラガ・ネトと対戦。1Rに膝十字固めで一本負けを喫し、1試合でUFCからリリースされた。

### Bellator
2014年4月18日、Bellator 117でビクトー・モレノと対戦し、2Rに肩固めで一本勝ち。
2014年10月17日、Bellator 129でブライアン・グリーンと対戦し、3-0の判定勝ち。

### UFC復帰
2016年2月21日、2年8ヶ月ぶりのUFC復帰となったUFC Fight Night: Cowboy vs. Cowboyでレオナルド・アウグスト・レレコと対戦し、3-0の判定勝ち。
2016年7月8日、The Ultimate Fighter 23 Finaleでセザール・フェレイラと対戦し、0-3の判定負け。
2016年12月3日、The Ultimate Fighter 24 Finaleでエルビス・ムタプチッチと対戦し、2Rにスタンドの右肘打ちでダウンを奪い、パウンドでTKO勝ち。パフォーマンス・オブ・ザ・ナイトを受賞した。
2018年2月3日、UFC Fight Night: Machida vs. Andersでミドル級ランキング15位のチアゴ・サントスと対戦。一進一退の攻防を繰り広げたものの、2Rに左ミドルキックを効かされTKO負け。敗れはしたものの、ファイト・オブ・ザ・ナイトを受賞した。
2018年6月9日、ライトヘビー級に階級を上げ、UFC 225で元UFC世界ライトヘビー級王者ラシャド・エヴァンスと対戦。ケージ際の攻防から右膝蹴りをヒットさせ、試合開始53秒でKO勝ち。
2018年7月22日、UFC Fight Night: Shogun vs. Smithでライトヘビー級ランキング8位の元UFC世界ライトヘビー級王者マウリシオ・ショーグンと対戦。1R序盤に右ストレートでショーグンをぐらつかせ、追撃のスタンドパンチ連打でKO勝ち。パフォーマンス・オブ・ザ・ナイトを受賞し、2試合連続で元UFC世界ライトヘビー級王者から勝利を収めた。
2018年10月27日、UFC Fight Night: Volkan vs. Smithでライトヘビー級ランキング2位のヴォルカン・オーズデミアと対戦。序盤はオーズデミアの打撃とプレッシャーに苦戦を強いられたものの、それ以降は徐々に打撃をヒットさせ、3Rにはスタミナ切れを起こしたオーズデミアからテイクダウンを奪いリアネイキドチョークで一本勝ち。2試合連続となるパフォーマンス・オブ・ザ・ナイトを受賞した。
2019年3月2日、UFC 235のUFC世界ライトヘビー級タイトルマッチで王者ジョン・ジョーンズに挑戦。4Rに反則である、相手が片手を付いた状態での顔面への膝蹴りを貰い（ただしこれは2017年に採択された新ユニファイドルールでは反則ではなく、全米でグラウンド状態のルールが統一されていないため試合開催地のネバダ州やテキサス州などでは反則だが、ニューヨーク州やカリフォルニア州などでは反則では無い）、ジョーンズは2ポイント減点されるものの、終始劣勢に立たされ、判定が覆ることはなく0-3の5R判定負け。王座獲得に失敗した。
2019年6月1日、UFC Fight Night: Gustafsson vs. Smithでライトヘビー級ランキング2位のアレクサンダー・グスタフソンと対戦し、4Rにリアネイキドチョークで一本勝ち。パフォーマンス・オブ・ザ・ナイトを受賞した。
2020年5月13日、UFC Fight Night: Smith vs. Teixeiraでライトヘビー級ランキング8位のグローバー・テイシェイラと対戦し、パウンドで5RTKO負け。試合のストップが遅かったため物議を醸すが、スミスは「試合のストップは、自分自身かレフェリーかドクターが決めることであり、セコンドにはストップをするなと伝えてある。タオルを投げた（試合ストップの意思表示）セコンドはチームから解雇する」とコメントした。
2020年8月29日、UFC Fight Night: Smith vs. Rakićでライトヘビー級ランキング8位のアレクサンダル・ラキッチと対戦し、0-3の判定負け。
2020年11月28日、UFC on ESPN: Smith vs. Clarkでデビン・クラークと対戦し、三角絞めで1R一本勝ち。パフォーマンス・オブ・ザ・ナイトを受賞した。同大会のメインイベントはカーティス・ブレイズとデリック・ルイスのヘビー級マッチが予定されていたが、ブレイズが新型コロナウイルスに感染し大会前日に欠場したため、スミスとクラークの試合がメインイベントにスライドされる形となった。
2021年4月24日、UFC 261でライトヘビー級ランキング13位のジミー・クルートと対戦し、1R終了時に左脚の負傷によるドクターストップでTKO勝ち。
2021年9月18日、UFC Fight Night: Smith vs. Spannでライトヘビー級ランキング11位のライアン・スパンと対戦し、リアネイキドチョークで1R一本勝ち。パフォーマンス・オブ・ザ・ナイトを受賞した。
2022年7月30日、UFC 277でライトヘビー級ランキング4位のマゴメド・アンカラエフと対戦し、パウンドで2RTKO負け。
2023年5月13日、UFC on ABC: Rozenstruik vs. Almeidaでライトヘビー級ランキング7位のジョニー・ウォーカーと対戦し、0-3の判定負け。
2023年12月9日、UFC Fight Night: Song vs. Gutiérrezでライトヘビー級ランキング11位のカリル・ラウントリー・ジュニアと対戦し、左フックで3RTKO負け。
2024年12月7日、UFC 310でライトヘビー級ランキング12位のドミニク・レイエスと対戦し、パウンドで2RTKO負け。
2025年4月26日、引退試合となったUFC on ESPN: Machado Garry vs. Pratesでジャン・ミンヤンと対戦し、グラウンドの肘打ち連打で1RTKO負け。

## ファイトスタイル
破壊力抜群の打撃を持つストライカーとしての印象が目立つが、グラウンドの攻防にも優れており、サブミッションでの勝利も多いバランスの取れたファイター。また、KO・一本勝利率は90%を越えているフィニッシャーである。

## 人物・エピソード
- 身体中にタトゥーを彫っており、右上腕に「哥弟兄」、右脚に「祖父」、左脚に「妍族」と漢字のタトゥーを彫っている[23]。
- 2019年に結婚し、2011年、2014年、2017年に娘が生まれている。
- 2020年4月5日、自宅に入った不法侵入者を数分間殴打し警察に引き渡した。スミスは「人生の中でこれほど恐ろしい事はなかった」と翌日のインタビューで語っている[24]。

## 戦績
| 総合格闘技 戦績 | 総合格闘技 戦績 | 総合格闘技 戦績 | 総合格闘技 戦績 | 総合格闘技 戦績 | 総合格闘技 戦績 | 総合格闘技 戦績 |
| --------------- | --------------- | --------------- | --------------- | --------------- | --------------- | --------------- |
| 60 試合         | (T)KO           | 一本            | 判定            | その他          | 引き分け        | 無効試合        |
| 38 勝           | 19              | 15              | 3               | 1               | 0               | 0               |
| 22 敗           | 13              | 4               | 5               | 0               | 0               | 0               |

| 勝敗 | 対戦相手                       | 試合結果                               | 大会名                                                           | 開催年月日     |
| ×    | ジャン・ミンヤン               | 1R 4:03 TKO（グラウンドの肘打ち連打）  | UFC on ESPN 66: Machado Garry vs. Prates                         | 2025年4月26日  |
| ×    | ドミニク・レイエス             | 2R 4:46 TKO（パウンド）                | UFC 310: Pantoja vs. Asakura                                     | 2024年12月7日  |
| ×    | ロマン・ドリーゼ               | 5分3R終了 判定0-3                      | UFC 303: Pereira vs. Procházka 2                                 | 2024年6月29日  |
| ○    | ビトー・ペトリーノ             | 1R 2:00 ギロチンチョーク               | UFC 301: Pantoja vs. Erceg                                       | 2024年5月4日   |
| ×    | カリル・ラウントリー・ジュニア | 3R 0:56 TKO（左フック）                | UFC Fight Night: Song vs. Gutiérrez                              | 2023年12月9日  |
| ○    | ライアン・スパン               | 5分3R終了 判定2-1                      | UFC Fight Night: Holloway vs. The Korean Zombie                  | 2023年8月26日  |
| ×    | ジョニー・ウォーカー           | 5分3R終了 判定0-3                      | UFC on ABC: Rozenstruik vs. Almeida                              | 2023年5月13日  |
| ×    | マゴメド・アンカラエフ         | 2R 3:09 TKO（パウンド）                | UFC 277: Peña vs. Nunes 2                                        | 2022年7月30日  |
| ○    | ライアン・スパン               | 1R 3:47 リアネイキドチョーク           | UFC Fight Night: Smith vs. Spann                                 | 2021年9月18日  |
| ○    | ジミー・クルート               | 1R 5:00 TKO（ドクターストップ）        | UFC 261: Usman vs. Masvidal 2                                    | 2021年4月24日  |
| ○    | デビン・クラーク               | 1R 2:34 三角絞め                       | UFC on ESPN 18: Smith vs. Clark                                  | 2020年11月28日 |
| ×    | アレクサンダル・ラキッチ       | 5分3R終了 判定0-3                      | UFC Fight Night: Smith vs. Rakić                                 | 2020年8月29日  |
| ×    | グローバー・テイシェイラ       | 5R 1:04 TKO（パウンド）                | UFC Fight Night: Smith vs. Teixeira                              | 2020年5月13日  |
| ○    | アレクサンダー・グスタフソン   | 4R 2:38 リアネイキドチョーク           | UFC Fight Night: Gustafsson vs. Smith                            | 2019年6月1日   |
| ×    | ジョン・ジョーンズ             | 5分5R終了 判定0-3                      | UFC 235: Jones vs. Smith 【UFC世界ライトヘビー級タイトルマッチ】 | 2019年3月2日   |
| ○    | ヴォルカン・オーズデミア       | 3R 4:26 リアネイキドチョーク           | UFC Fight Night: Volkan vs. Smith                                | 2018年10月27日 |
| ○    | マウリシオ・ショーグン         | 1R 1:29 KO（スタンドパンチ連打）       | UFC Fight Night: Shogun vs. Smith                                | 2018年7月22日  |
| ○    | ラシャド・エヴァンス           | 1R 0:53 KO（右膝蹴り）                 | UFC 225: Whittaker vs. Romero 2                                  | 2018年6月9日   |
| ×    | チアゴ・サントス               | 2R 1:03 TKO（左ミドルキック→パウンド） | UFC Fight Night: Machida vs. Anders                              | 2018年2月3日   |
| ○    | ヘクター・ロンバード           | 3R 2:33 KO（右ストレート）             | UFC Fight Night: Rockhold vs. Branch                             | 2017年9月16日  |
| ○    | アンドリュー・サンチェス       | 3R 3:52 KO（右ハイキック→パウンド）    | UFC on FOX 24: Johnson vs. Reis                                  | 2017年4月15日  |
| ○    | エルビス・ムタプチッチ         | 2R 3:27 TKO（右肘打ち→パウンド）       | The Ultimate Fighter 24 Finale                                   | 2016年12月3日  |
| ×    | セザール・フェレイラ           | 5分3R終了 判定0-3                      | The Ultimate Fighter 23 Finale                                   | 2016年7月8日   |
| ○    | レオナルド・アウグスト・レレコ | 5分3R終了 判定3-0                      | UFC Fight Night: Cowboy vs. Cowboy                               | 2016年2月21日  |
| ○    | ジョシュ・ニアー               | 1R 3:27 TKO（スタンドパンチ連打）      | VFC 47 【VFCミドル級タイトルマッチ】                             | 2016年1月29日  |
| ○    | ブロック・ジャーディン         | 1R 3:00 TKO（パウンド）                | RFA 30: Smith vs. Jardine                                        | 2015年9月18日  |
| ○    | ティム・ウィリアムズ           | 1R 1:02 TKO（膝蹴り）                  | CFFC 50: Williams vs. Smith II 【CFFCミドル級タイトルマッチ】    | 2015年7月18日  |
| ○    | ティム・ウィリアムズ           | 2R 1:15 裏三角絞め                     | CFFC 46: Williams vs. Smith 【CFFCミドル級タイトルマッチ】       | 2015年2月28日  |
| ○    | アンドリュー・カペル           | 1R リアネイキドチョーク                | EB: Beatdown at 4 Bears 12                                       | 2014年11月29日 |
| ○    | ブライアン・グリーン           | 5分3R終了 判定3-0                      | Bellator 129                                                     | 2014年10月17日 |
| ○    | ビクトー・モレノ               | 2R 0:59 肩固め                         | Bellator 117                                                     | 2014年4月18日  |
| ×    | ジョシュ・ニアー               | 3R 3:38 リアネイキドチョーク           | VFC 41                                                           | 2013年12月14日 |
| ×    | アントニオ・ブラガ・ネト       | 1R 1:52 膝十字固め                     | UFC on Fuel TV 10: Nogueira vs. Werdum                           | 2013年6月8日   |
| ×    | ホジャー・グレイシー           | 2R 3:16 肩固め                         | Strikeforce: Marquardt vs. Saffiedine                            | 2013年1月12日  |
| ○    | ルムンバ・セイヤーズ           | 1R 3:52 三角絞め                       | Strikeforce: Rousey vs. Kaufman                                  | 2012年8月18日  |
| ○    | リチャード・ホワイト           | 1R 2:35 TKO（パンチ連打）              | Disorderly Conduct: Fireworks                                    | 2012年6月30日  |
| ○    | イアン・バーグ                 | 2R 2:01 肩固め                         | Victory Fighting Championship 37                                 | 2012年4月13日  |
| ×    | アドラン・アマゴフ             | 1R 2:32 KO（パンチ連打）               | Strikeforce Challengers: Britt vs. Sayers                        | 2011年11月18日 |
| ○    | ベン・ラグマン                 | 2R 0:33 KO（パンチ）                   | Strikeforce Challengers: Voelker vs. Bowling III                 | 2011年7月22日  |
| ○    | カーディス・ジョンソン         | 1R 3:13 KO（パンチ連打）               | CFC 6: Slugfest                                                  | 2011年7月9日   |
| ○    | エリック・シャンバリ           | 1R 1:46 TKO（パンチ連打）              | C3 Fights: MMA Championship Fights                               | 2011年6月4日   |
| ○    | マット・ガベル                 | 1R 1:50 三角絞め                       | Extreme Challenge 181                                            | 2011年4月15日  |
| ○    | デメトリアス・リチャーズ       | 2R 2:07 TKO（パンチ連打）              | Extreme Challenge: Bad Blood                                     | 2011年2月11日  |
| ○    | ベン・クラウダー               | 1R 1:09 KO（パンチ）                   | CFC 2: Season's Beatings                                         | 2010年12月17日 |
| ×    | ジェシー・フォーブス           | 2R 1:28 TKO（パンチ連打）              | Crowbar MMA: Fall Brawl                                          | 2010年9月11日  |
| ○    | ローガン・クラーク             | 2R 2:22 TKO（ドクターストップ）        | Seconds Out / Vivid MMA: Havoc at the Hyatt 2                    | 2010年6月19日  |
| ○    | ルーカス・サン＝クレール       | 1R 3:19 腕ひしぎ十字固め               | Max Fights 10                                                    | 2010年5月8日   |
| ○    | マイク・ジョージ               | 1R 0:22 KO（パンチ）                   | TriState Cage Fights: Island Warfare                             | 2010年4月17日  |
| ×    | ジェイク・ヘクト               | 3R 4:35 TKO（パンチ連打）              | VFC 30: Night of Champions                                       | 2010年2月5日   |
| ×    | マイク・ピッツ                 | 2R 3:21 TKO（パンチ連打）              | Fight Club Inc.                                                  | 2009年7月25日  |
| ×    | チャウン・シムズ               | 2R 2:00 TKO（パンチ連打）              | FTW: Colorado vs. Nebraska                                       | 2009年3月14日  |
| ×    | ブライアン・モラハン           | 1R 腕ひしぎ十字固め                    | VFC 26: Onslaught                                                | 2009年2月20日  |
| ○    | リコ・ワシントン               | 1R 0:54 TKO（パンチ連打）              | Minnesota Combat Sports                                          | 2009年1月9日   |
| ×    | チャーリー・リンチ             | 1R 3:12 TKO（パンチ連打）              | Brutaal Fight Night                                              | 2008年11月6日  |
| ○    | チャック・パーミリー           | 2R 1:26 チョークスリーパー             | Torment MMA                                                      | 2008年9月20日  |
| ×    | チャック・パーミリー           | 2R TKO（パンチ連打）                   | TriState Cage Fights                                             | 2008年6月14日  |
| ○    | リッキー・デュヴァル           | N/A                                    | VFC 23: Validation                                               | 2008年5月9日   |
| ○    | ジェレミー・シェパード         | 2R 2:13 チョークスリーパー             | Pugilistic Productions                                           | 2008年3月22日  |
| ○    | デイヴ・モラン                 | 2R 1:19 腕ひしぎ十字固め               | VFC 22: Ascension                                                | 2008年2月29日  |

## 獲得タイトル
- CFFCミドル級王座（2015年）
- VFCミドル級王座（2016年）

## 表彰
- ブラジリアン柔術 黒帯
- UFC パフォーマンス・オブ・ザ・ナイト（5回）
- UFC ファイト・オブ・ザ・ナイト（1回）